# Воронец (Липецкая область)
Вороне́ц — село в Елецком районе Липецкой области. Находится рядом с одноимённой речкой — Воронцом.
Административный центр Воронецкого сельсовета.
Расстояние до районного центра Ельца по автодороге — 6 км. По прямой — 4 км. Ближайшие населённые пункты —— Быковка, Чернышёвка, Лавы, Зыбинка.

## Этимология
Село получило своё название по названию реки, протекающей рядом, названой в свою очередь по прозвищу атамана Ворона, стоявшего во главе мелкой шайки разбойников, промышлявшей в этих местах.

## История
XVIII—XIX век
	В начале XVIII столетия в селе стоял деревянный храм, который был уничтожен пожаром в 1760-х гг. В период 1766-1770 гг. на его месте по благословению Святителя Тихона, епископа Воронежского и Елецкого, была построена каменная церковь, освящённая в честь Казанской иконы Божьей Матери. Придельный престол её во имя св. Николая Чудотворца был освящён в трапезной части храма уже в 1767 г., а строительство полностью окончено в 1770 г. средствами жены местного помещика, секунд-майора Ивана Осиповича Данилова - Екатерины Феоктистовны Даниловой, которая в доношении от 14 мая 1770 г. сообщила в Елецкое духовное правление об окончании строительства храма и его освящении.
	Даниловы являлись владельцами села в конце XVIII – первой четверти XIX в. Так в 1836 г. в качестве одного из помещиков села Никольское (Воронец) упоминается полковник Данилов Дмитрий Гаврилович. Следующим владельцем усадьбы примерно в 1840-х годах стал отставной полковник гвардии Жемчужников Лука Ильич, помещик многих губерний.
	Имея успех в карточных и финансовых делах, Жемчужников Л.И. активно скупал имения и дома, присоединив к своему наследственному имению во Владимирской и Калужской губерниях ещё несколько в Московской и Костромской, а также дом на набережной Екатерининского канала в Петербурге. Так же Жемчужников приобрёл за долги имение с усадьбой в с. Воронец, Елецкого уезда Орловской губернии. А уже потом, по дарственной записи, совершённой 11 августа 1855 г. в Московской палате гражданского суда, оно досталось его дочери Екатерине Лукиничне. В том же 1855 г. имение при с. Никольское (Воронец) с деревней Петровское и деревней Озёрки было заложено в Московской сохранной казне для получения ссуды в сумме 31 850 руб  .
	В середине XIX века Екатерина Лукинична Жемчужникова с приданным в качестве имения в селе Воронец была выдана замуж за Алексея Николаевича Хвостова, камергера царского двора, из рода Хвостовых. Село досталось молодым в весьма плачевном состоянии: имелись большие долги, перешедшие по наследству от отца Екатерины, которые им пришлось выплачивать не один год. В 1844-1859 гг. у Алексея Николаевича Хвостова и Екатерины Лукиничны родились четыре сына, позднее ставшие видными общественными и государственными деятелями: Николай, Сергей, Александр и Алексей.

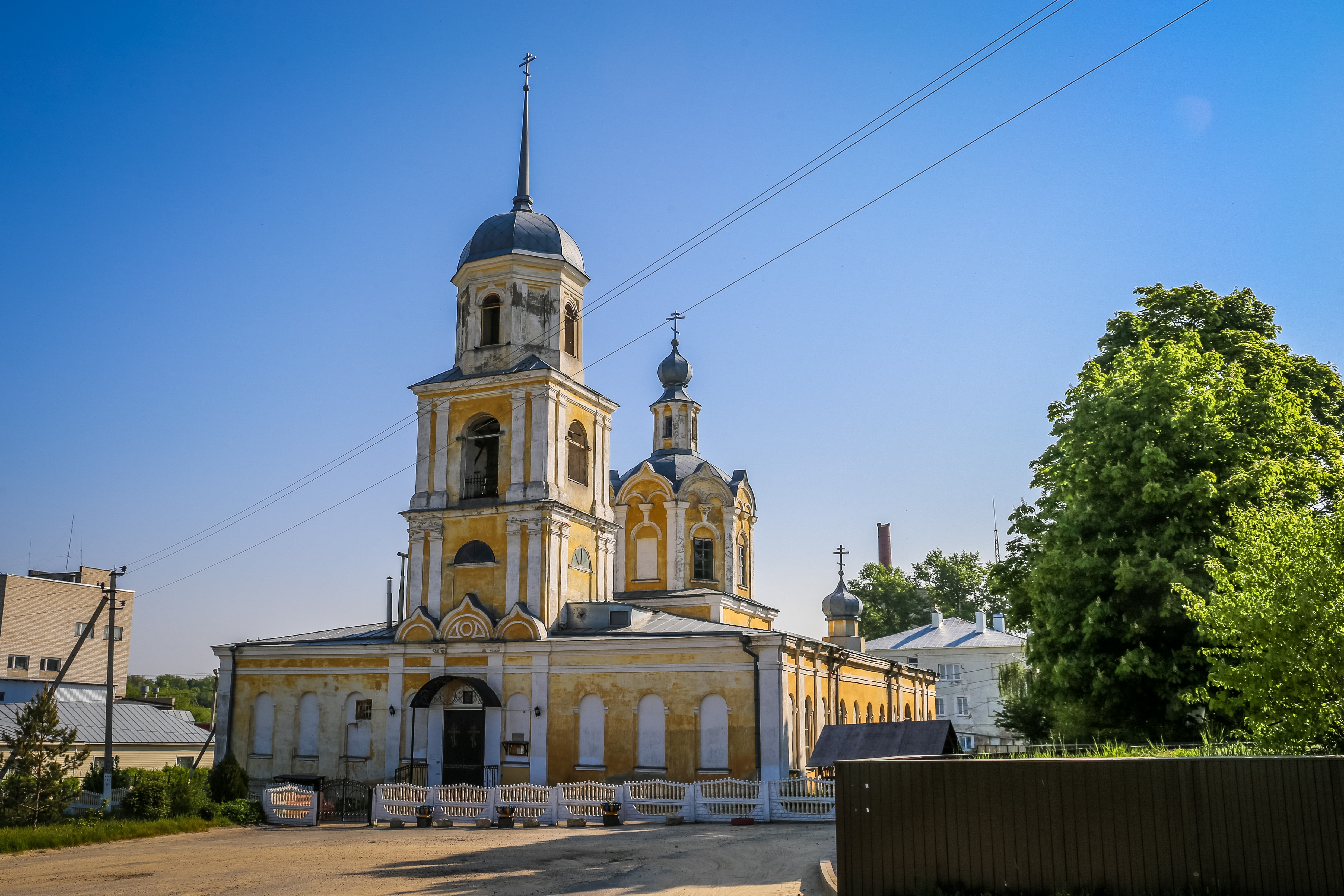
Церковь Казанской иконы Божией матери

	В 1857—1861 годах Воронецкий храм был расширен пристройкой двух приделов — правого в честь Святителя Николая и левого — в честь Великомученицы Екатерины. Последний при перемене антиминса был переименован — во имя Великомученицы Екатерины и митрополита Алексия. На его же средства была построена четырёхклассная церковно-приходская школа, обучение в которой продолжалось до 1917 года.
XX век
После революции в 1917 году церковно-приходская школа была преобразована в трудовую политехническую школу. Начальная школа существовала в этом здании до 1961 года. Ныне здесь жилой дом, а Воронецкая семилетняя школа была открыта в 1933 году в новом здании, построенном в 1929—1930 годах для волостного управления из кирпича, который был взят из построек раскулаченных и сосланных односельчан.
Храм был закрыт в 1936 году; в 1995 году возвращён верующим.
Во время Великой Отечественной войны в декабре 1941 село в течение недели было оккупировано гитлеровскими войсками. После войны Воронецкая школа стала десятилетней, а в 1976 году для неё была построена новая школа, которая действует и сейчас.
Винокуренный завод был преобразован в спиртзавод. В 1997 году рядом был построен ликёро-водочный завод ООО «Кратос».

## Население
| 2008 | 2010  |
| ---- | ----- |
| 1174 | ↘1153 |